# Seven Mary Three
Seven Mary Three (soms afgekort tot 7 Mary 3 of 7M3) was een Amerikaanse alternatieve rock & postgrunge band, opgericht in 1992. Ze brachten tot op heden zeven studioalbums en één livealbum uit, en zijn vooral bekend om hun hitsingle Cumbersome.

## Biografie

### De beginjaren
Seven Mary Three werd gevormd in 1992 toen Jason Ross en Jason Pollock elkaar ontmoetten tijdens hun studententijd aan het College of William & Mary in Williamsburg, Virginia. Vanaf het begin schreven zowel Ross als Pollock de teksten en traden ze op met Ross op rhythm gitaar en als leadzanger en Pollock op lead gitaar en als achtergrondzanger. Later kwamen drummer Giti Khalsa en bassist Casey Daniel bij de band en speelden ze in cafés en clubs in het zuidoosten van de Verenigde Staten.

### Successen
In 1994 brachten ze in eigen beheer hun eerste album Churn uit. Dit trok al gauw de aandacht van een radiostation in Orlando, Florida. Daar kreeg de band veel aandacht in de vorm van airplay. Vervolgens verhuisde de band naar Orlando, alwaar zij hun fanschare snel zagen uitbreiden. Dit regionale succes trok al snel de aandacht van de grote platenmaatschappijen. De band tekende een contract bij Mammoth en nam de nummers van Churn opnieuw op, plus twee nieuwe nummers. Dit resulteerde in 1995 in het commercieel succesvolle album American Standard. Slechts zeven maanden na de release, behaalde het album de platinastatus (1 miljoen verkochte exemplaren) in de Verenigde Staten. Met Cumbersome en Water's Edge als grote hits.
Na het touren in 1996 keerde de band terug naar de studio voor een vervolg op American Standard. Gedurende deze periode splitsten de platenmaatschappijen Mammoth en Atlantic zich, waardoor Seven Mary Three gedwongen werd te tekenen bij Atlantic Records, en bracht daar in 1997 het derde studioalbum RockCrown uit. Het album bereikte de 75ste plaats in de Billboard 200 en was minder succesvol als het voorgaande album American Standard, dat de 25e plaats haalde. RockCrown was meer gericht op akoestische folkrock en een traditionele singer-songwriter stijl. Iets wat kwam niet overeen kwam met de verwachtingen van fans.
In 1998 kwam het vierde album Orange Ave. uit. Het album kwam niet verder dan een 121e plaats in de Billboard 200, hoewel de hit Over Your Shoulder erg populair werd. In de zomer van 2001 keerde Seven Mary Three terug naar Mammoth Records en bracht men het vijfde studioalbum The Economy of Sound uit. Het bevat de hit Wait die de 7de plaats bereikte in de Billboard Hot Mainstream Rock Tracks chart. De groep veranderde opnieuw van platenmaatschappij en stapte over naar DRT Entertainment en bracht in 2004 het zesde studioalbum album Dis/Location uit. Het werd geen succes. Vier jaar later in 2008 volgde het zevende en laatste studioalbum Day & Nightdriving bij platenmaatschappij Bellum Records. Op 9 februari 2010 bracht Seven Mary Three het live akoestische album Backbooth uit.
Seven Mary Three stopten onverwachts in december 2012, zonder aankondiging op hun website of Facebook pagina. Het jaar daarop werd Jason Ross hoofd van de media en strategische partners voor The Bowery Presents, een van de machtigste muziekproductiebedrijven van New York.

## Bezetting
- Casey Daniel - basgitaar (1992 - 2012)
- Giti Khalsa - drums (1992 - 2006)
- Mike Levesque - drums (2006 - 2012)
- Jason Pollock - gitaar & zang (1992 - 1999)
- Thomas Juliano - gitaar & zang (1999 - 2012)
- Jason Ross - gitaar & zang (1992 - 2012)

## Discografie

### Albums
Tussen haakjes totaal aantal weken in de lijst
| Titel                | Jaar | Charts           | Charts          | Charts           | Opmerkingen            |
| Titel                | Jaar | NL Album Top 100 | VL Ultratop 200 | VS Billboard 200 | Opmerkingen            |
| -------------------- | ---- | ---------------- | --------------- | ---------------- | ---------------------- |
| Churn                | 1994 | -                | -               | -                | -                      |
| American Standard    | 1995 | -                | -               | 24 (52wk)        | -                      |
| RockCrown            | 1997 | -                | -               | 75 (7wk)         | -                      |
| Orange Ave.          | 1998 | -                | -               | 121 (2wk)        | -                      |
| B-Sides & Rarities   | 1999 | -                | -               | -                | Verzamelalbum          |
| The Economy of Sound | 2001 | -                | -               | 178 (1wk)        | -                      |
| Dis/Location         | 2004 | -                | -               | -                | -                      |
| Day & Nightdriving   | 2008 | -                | -               | -                | -                      |
| Backbooth            | 2010 | -                | -               | -                | Akoestisch & Livealbum |
| Cumbersome           | 2018 | -                | -               | -                | Verzamelalbum          |
| Night Driving Songs  | 2022 | -                | -               | -                | Verzamelalbum          |
| Rock Crown Rarities  | 2023 | -                | -               | -                | -                      |

### Ep's
Tussen haakjes totaal aantal weken in de lijst
| Titel               | Jaar | Charts           | Charts          | Charts           | Opmerkingen |
| Titel               | Jaar | NL Album Top 100 | VL Ultratop 200 | VS Billboard 200 | Opmerkingen |
| ------------------- | ---- | ---------------- | --------------- | ---------------- | ----------- |
| Weed, CA            | 2002 | -                | -               | -                | -           |
| Welcome Race Fans   | 2003 | -                | -               | -                | -           |
| Beginners           | 2022 | -                | -               | -                | -           |
| The Mis/Location EP | 2022 | -                | -               | -                | -           |

### Singles
Tussen haakjes totaal aantal weken in de lijst
| Titel               | Jaar | Charts    | Charts            | Charts         | VS Billboard Charts | VS Billboard Charts | VS Billboard Charts    | Opmerkingen |
| Titel               | Jaar | NL Top 40 | NL Single Top 100 | VL Ultratop 50 | Hot 100             | Alternative Songs   | Mainstream Rock Tracks | Opmerkingen |
| ------------------- | ---- | --------- | ----------------- | -------------- | ------------------- | ------------------- | ---------------------- | ----------- |
| Cumbersome          | 1996 | -         | -                 | -              | 39 (20wk)           | 7 (26wk)            | 1 (4wk) (35wk)         | -           |
| Water's Edge        | 1996 | -         | -                 | -              | -                   | 37 (3wk)            | 7 (23wk)               | -           |
| My, My              | 1996 | -         | -                 | -              | -                   | -                   | 19 (10wk)              | -           |
| RockCrown           | 1997 | -         | -                 | -              | -                   | -                   | 17 (7wk)               | -           |
| Make Up Your Mind   | 1997 | -         | -                 | -              | -                   | -                   | -                      | -           |
| Lucky               | 1997 | -         | -                 | -              | -                   | 19 (18wk)           | 35 (4wk)               | -           |
| Over Your Shoulder  | 1998 | -         | -                 | -              | -                   | 16 (12wk)           | 7 (14wk)               | -           |
| Each Little Mystery | 1998 | -         | -                 | -              | -                   | -                   | -                      | -           |
| Wait                | 2001 | -         | -                 | -              | -                   | 21 (10wk)           | 7 (15wk)               | -           |
| Sleepwalking        | 2001 | -         | -                 | -              | -                   | -                   | 39 (1wk)               | -           |
| Without You Feels   | 2004 | -         | -                 | -              | -                   | -                   | -                      | -           |
| Last Kiss           | 2008 | -         | -                 | -              | -                   | -                   | -                      | -           |
| Settle Up           | 2023 | -         | -                 | -              | -                   | -                   | -                      | -           |
| Bark No Bite        | 2023 | -         | -                 | -              | -                   | -                   | -                      | -           |